# Frontière entre la Chine continentale et Macao
La frontière entre la Chine continentale et Macao est une frontière administrative entre la région administrative spéciale de Macao et le reste de la Chine dite « Chine continentale ». Cette frontière résulte de la colonisation de Macao par les Portugais et perdure après la rétrocession de la colonie en raison de la politique d'« Un pays, deux systèmes ».

## Tracé
La frontière est essentiellement maritime, passant dans le delta de la Rivière des Perles, à l'est, au sud et à l'ouest et partiellement terrestre au nord en épousant des éléments géographiques comme le canal Dos Patos.
Différents points de passage existent, essentiellement vers la ville de Zhuhai au nord et à l'ouest mais aussi vers l'est à travers l'estuaire de la rivière des Perles avec le pont Hong Kong-Zhuhai-Macao qui mène à Hong Kong.

## Histoire
Avec la colonisation de la péninsule de Macao par les Portugais puis leur emprise sur les îles voisines de Ilha Verde, Coloane et Taipa, la frontière est repoussée au fil des ans vers le sud.